# Лоджія Ланці

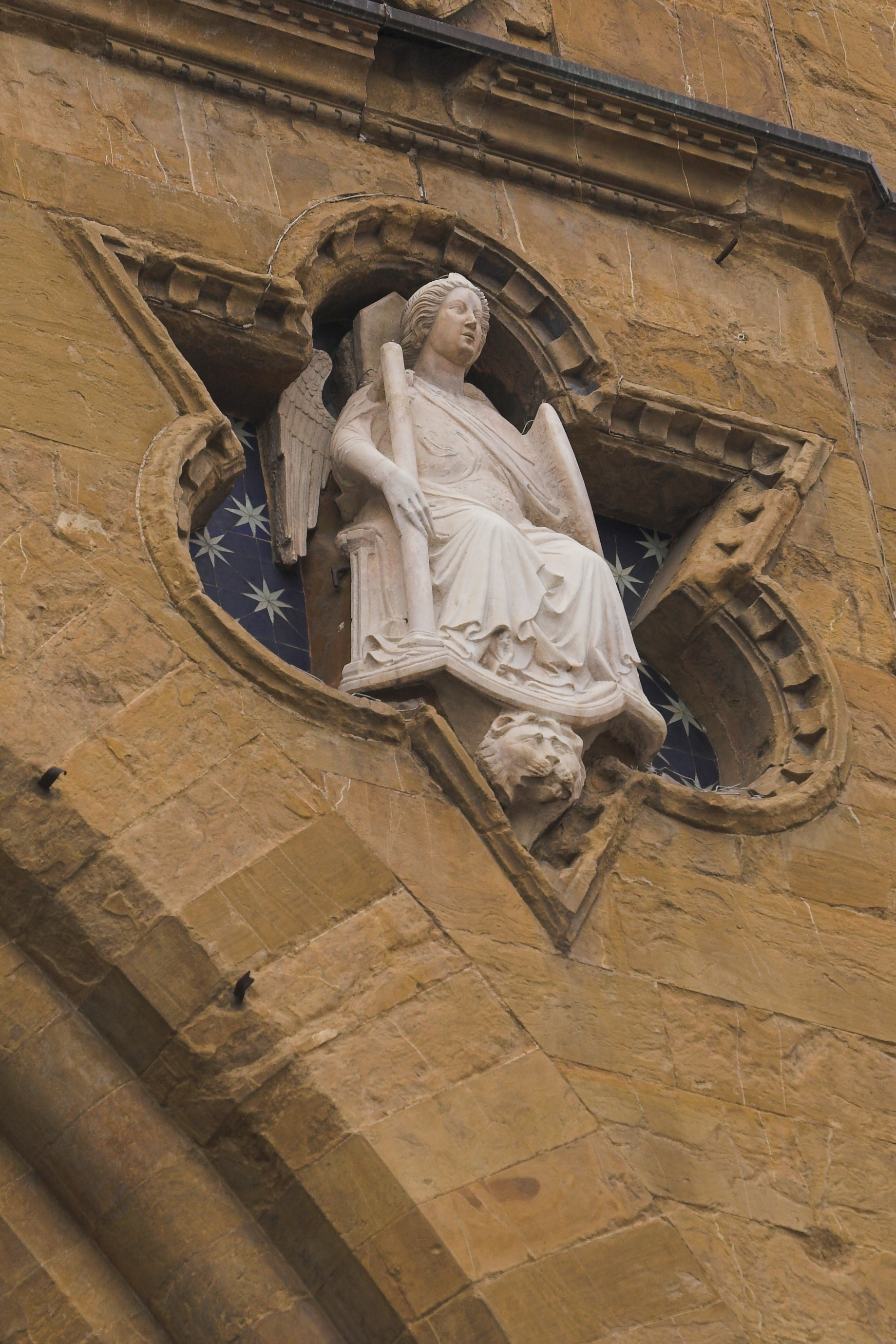
Стійкість

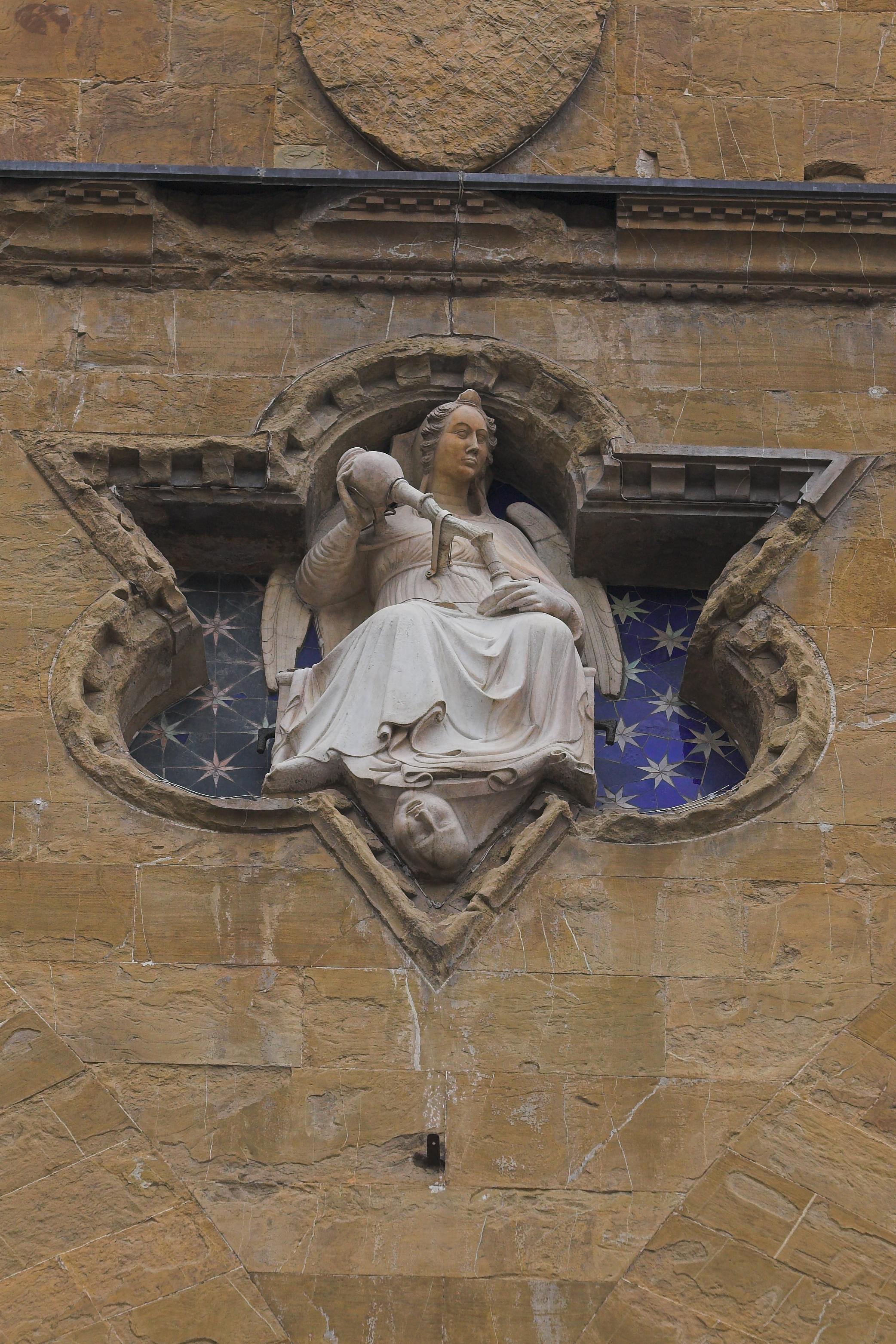
Помірність

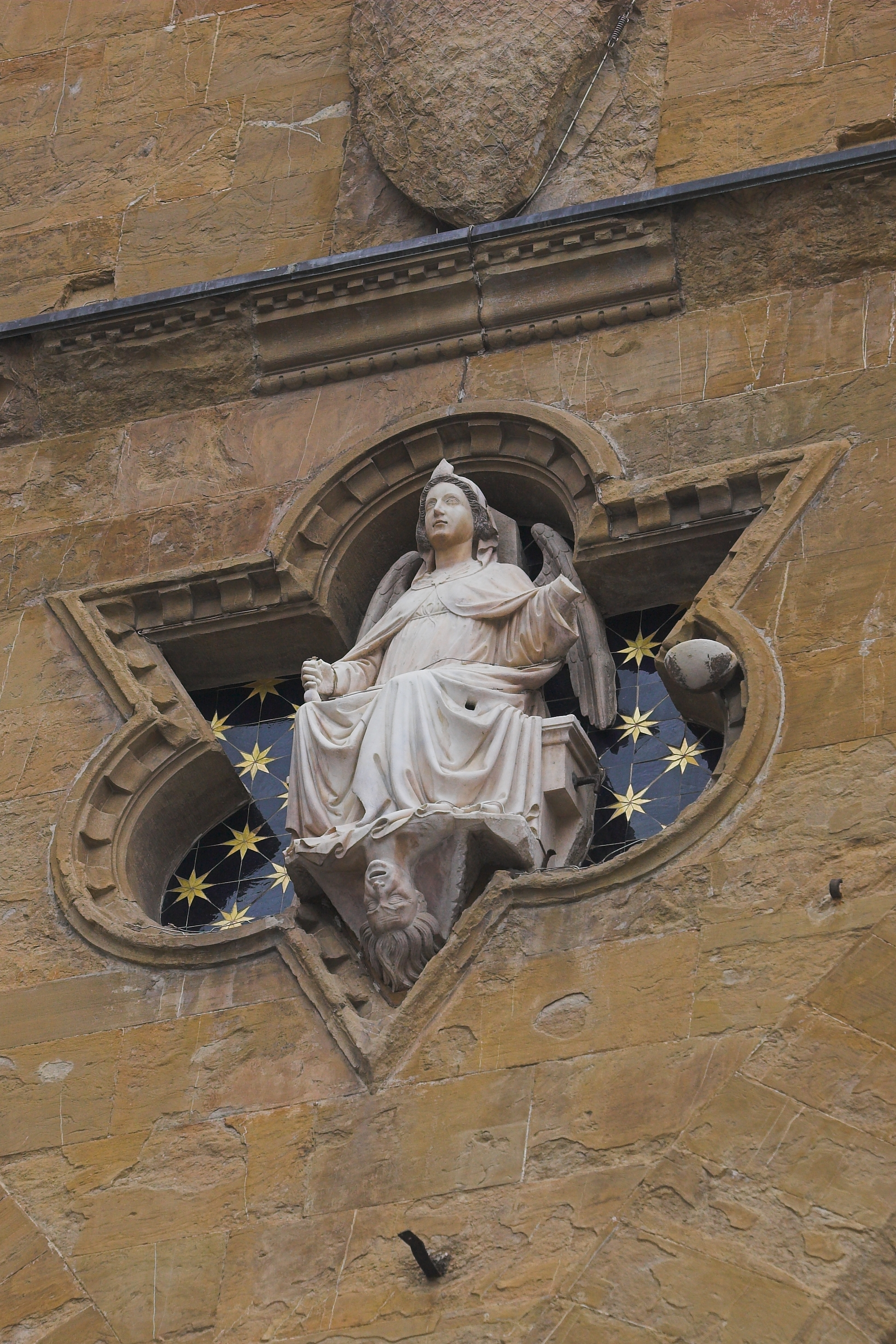
Правосуддя

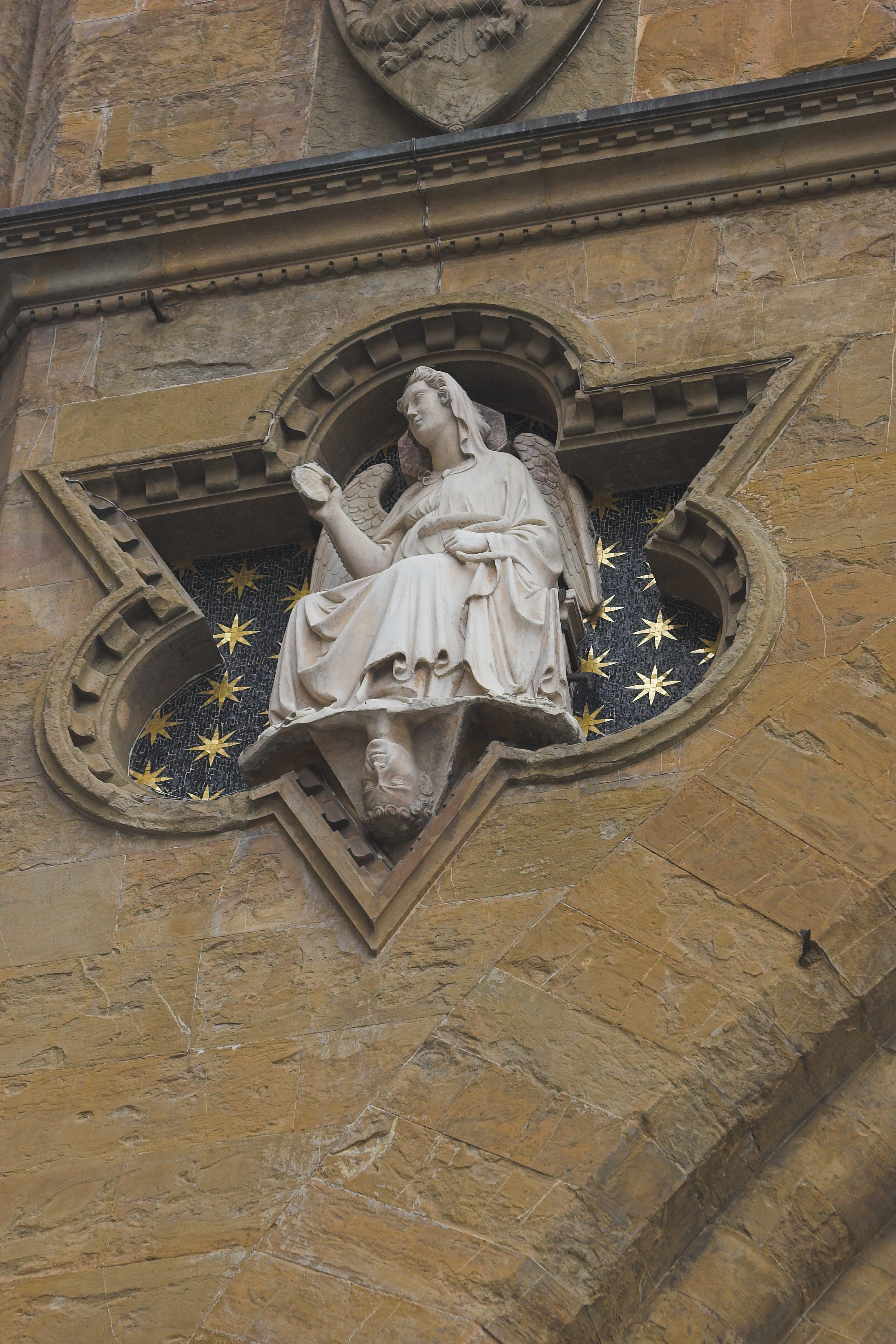
Розсудливість

43°46′09″ пн. ш. 11°15′20″ сх. д. / 43.76920278° пн. ш. 11.25565833° сх. д.

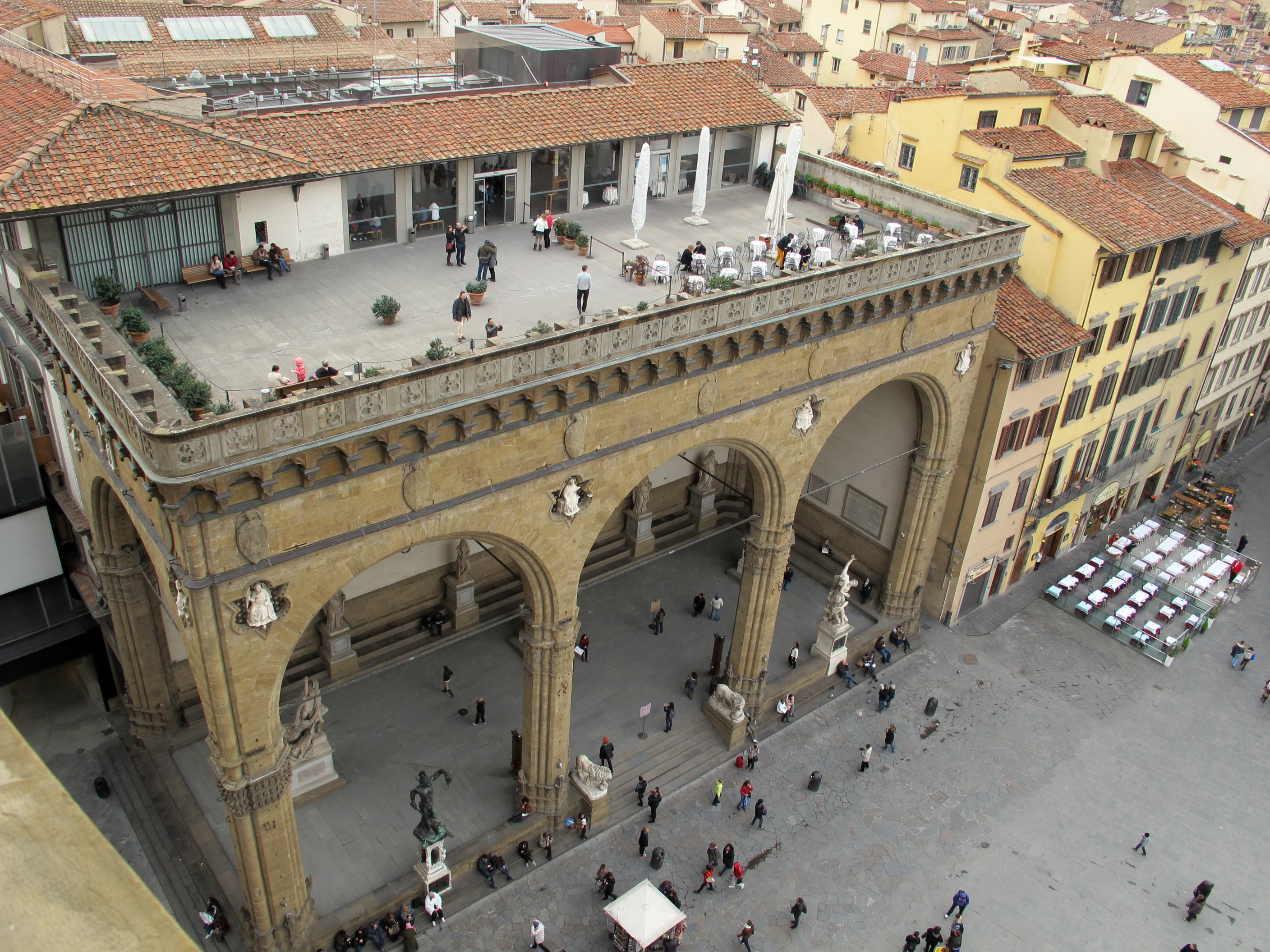
Лоджія дей-Ланчі

Лоджія Ланці (Лоджія дей-Ланці) (італ. Loggia della Signoria) — лоджія на площі Сеньйорії у Флоренції. У давнину вживались назви Лоджія делла-Сеньйорія і Лоджія-Орканьі (італ. Loggia Orcagni).

## Історія
Лоджію спроектували і керували будівництвом Бенчі ді Чоне і Сімон ді Франческо Таленті (1376—1382). Лоджія стоїть біля площі Сеньйорії і прилеглою площею Уффіці (італ. Piazza degli Uffizi), де розміщується Галерея Уффіці. Лоджію збудували для зібрань Сеньйорії Флорентійської республіки, урочистих прийнять гостей в присутності міщан, що дало назву Лоджія делла Сеньйорія. Назва Лоджія Орканья походить від помилкової атрибуції Андреа ді Чоне, званого Орканья, за будівничого споруди. Після вигнання Алессандро Медічі в 1527 році тут розміщувались німецькі ландскнехти (італ. Lanzichenecchi — італ. Lanzi) імператора Карл V, що захопили місто і відпочивали перед походом на Рим і що дало сучасну назву лоджії. На даху лоджії 1583 була створена тераса для споглядання церемоній на площі архітектором Бернардо Буонталенті, де сьогодні розміщена тераса кафе.

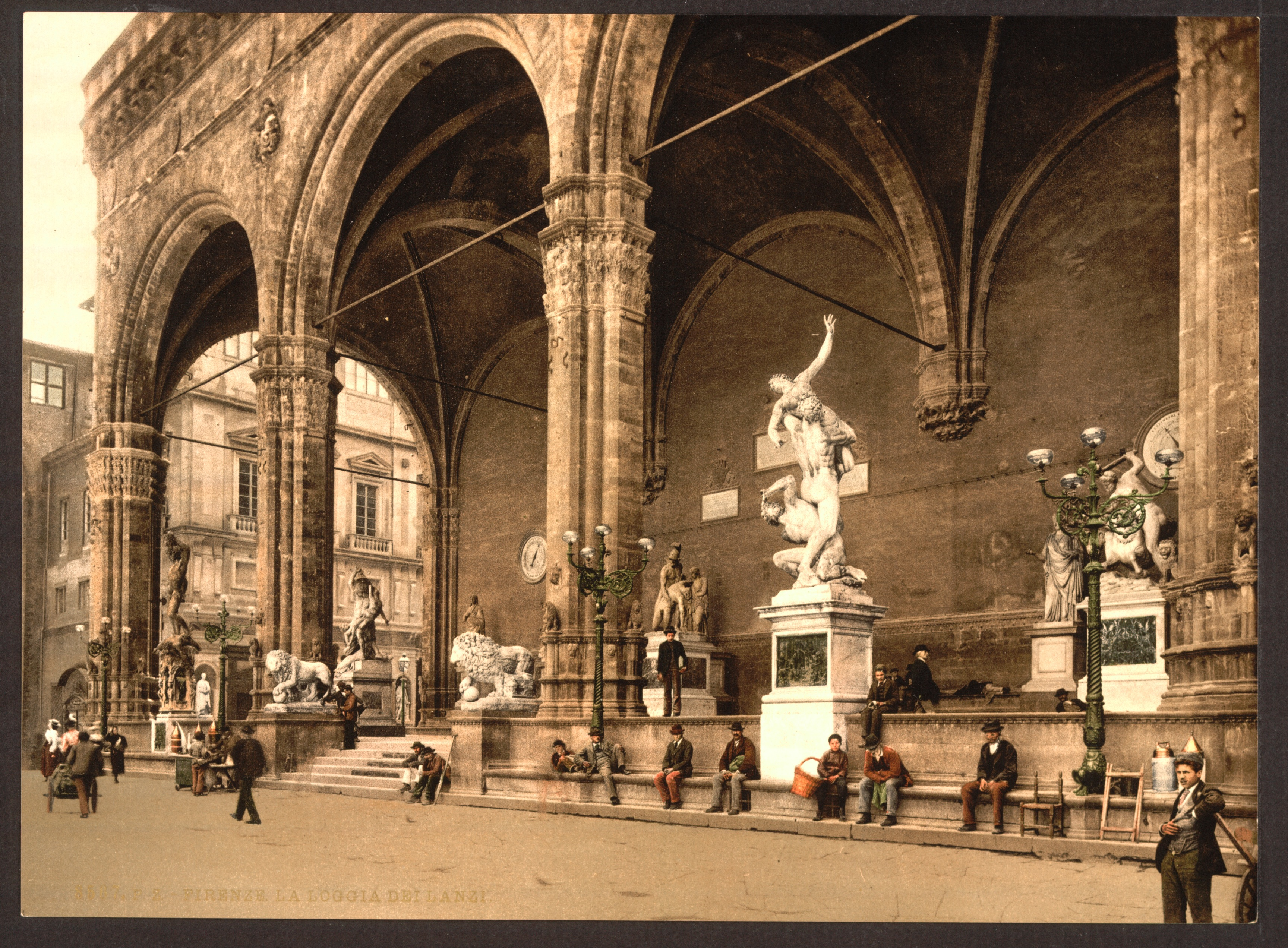
Лоджія наприкінці ХІХ ст.

Готична будівля має по фасаду три арки, оперті на масивних колонах. У чотирьох касетонах розміщені мармурові алегоричні фігури чеснот за ескізами Аньйоло Гадді. Над ними йдуть герби родин флорентійських патриціїв. Біля сходів встановлено фігури левів (античний і роботи Фламініо Вацці 1600).
Для відзначення 500-річчя створення Великого герцоґства Тосканського лоджію перетворили на музей, де розмістили скульптури з площі Сеньйорії:
- «Персей і Медуза Горгона». Великий герцог Тоскани Козімо I Медічі розпорядився виготовити і встановити на площі Сеньйорії бронзову скульптуру «Персей і Медуза Горгона» спеціально замовлену в Бенвенуто Челліні, що мала символізувати перемогу Медічі над республікою. Виповзаючі з її тіла змії символізували міщанські партії, що своєю ворожнечею підривали могутність республіки. Оригінал у Національному музеї Барджелло.
- «Викрадення сабінянок» Джованні да Болонья. 1583.
- «Геркулес і Кентавр[it]» Джованні да Болонья. 1599
- «Менелай з тілом Патрокла» Пьєтро Такка, Лодовіко Сальветті. Копія з наказу Козімо І Медічі з античної статуї І ст.
- «Викрадення Поліксени[it]» Піо Феді 1866 р.
- Шість античних скульптур

На стінах встановлено пам'ятні таблиці до прийняття у Флоренції в 1750 році Григоріанського календаря замість флорентійського (новий рік 25 березня) та на честь об'єднання Італії (1863).
До лоджії відкритий цілодобовий безкоштовний доступ.
За зразком було збудовано у Мюнхені Лоджію Фельдгерргалле.

## Галерея

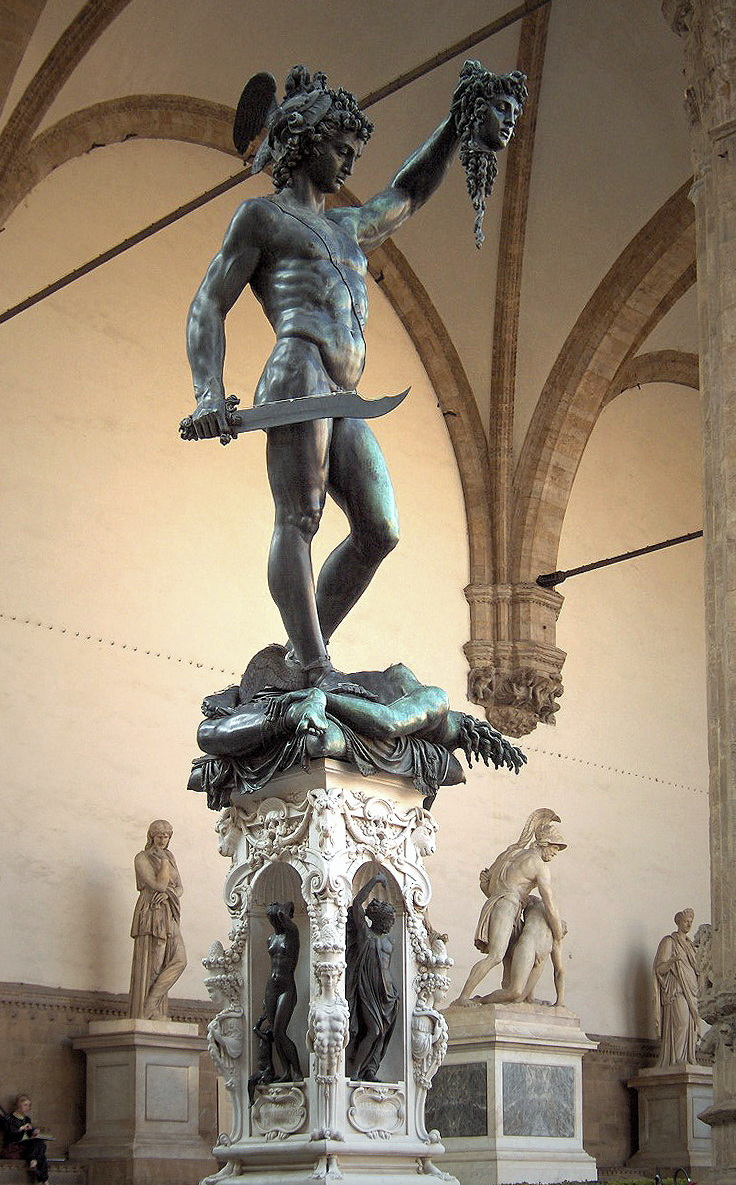
Персей і Медуза Горгона
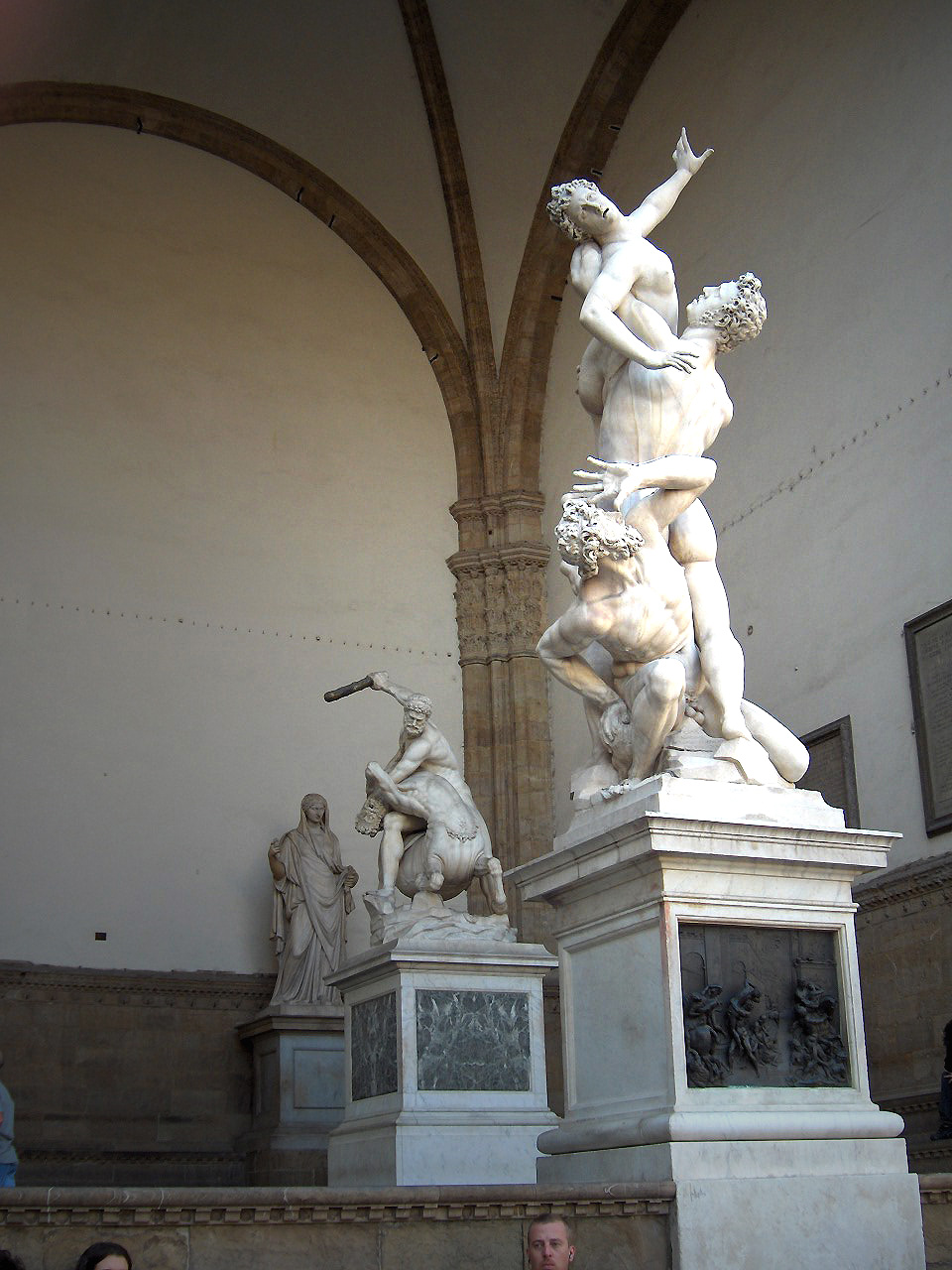
Викрадення сабіянок
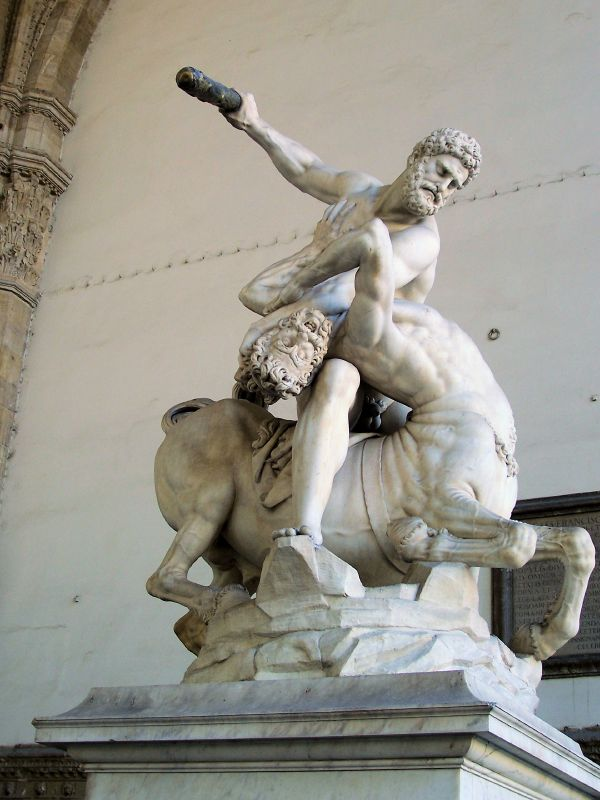
Геркулес і Кентавр
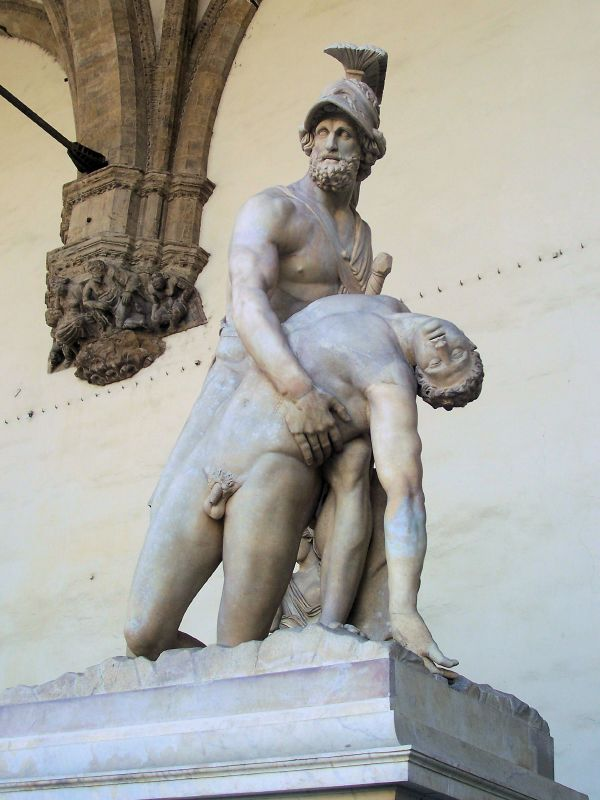
Меленай і Патрокл
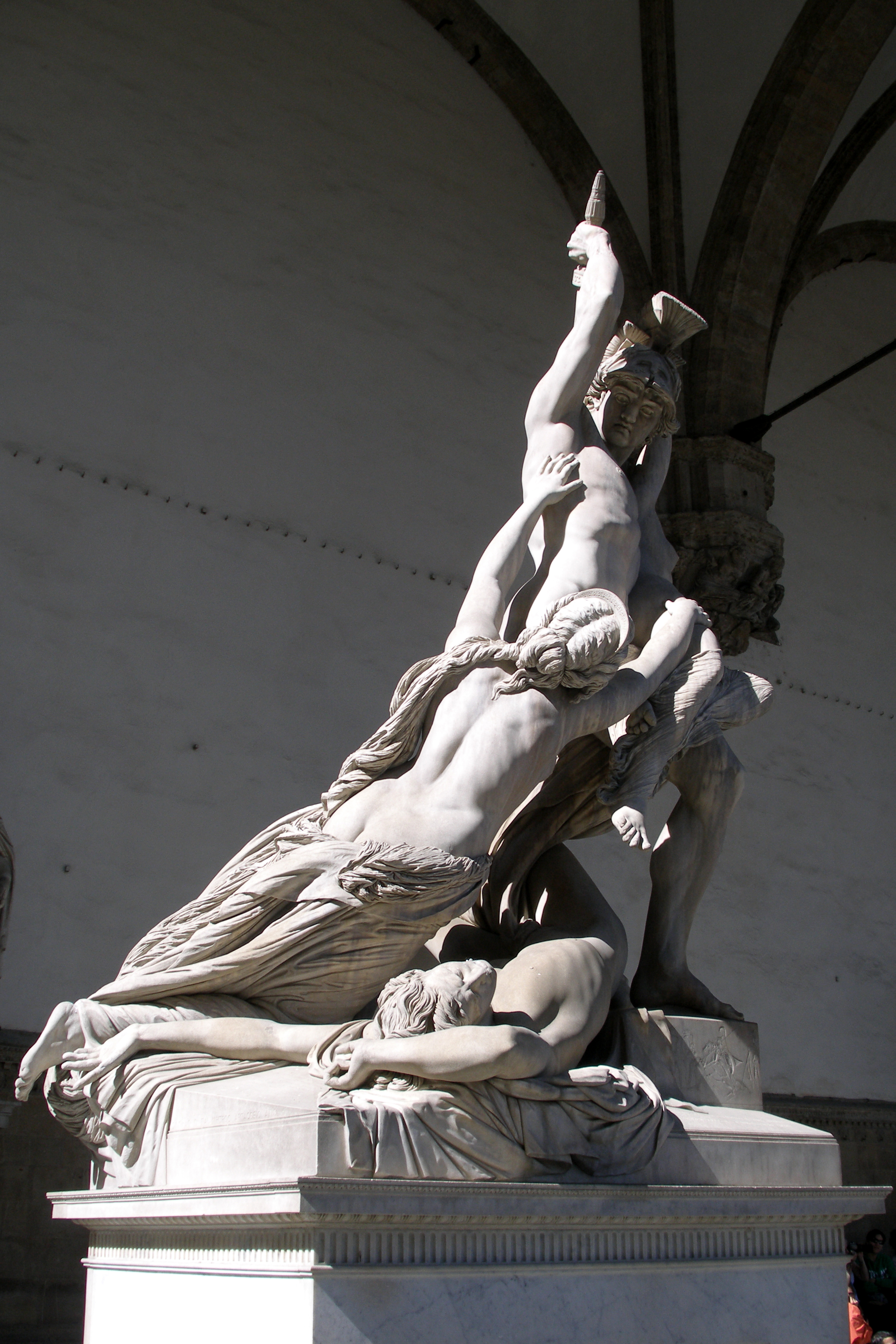
Викрадення Поліксени
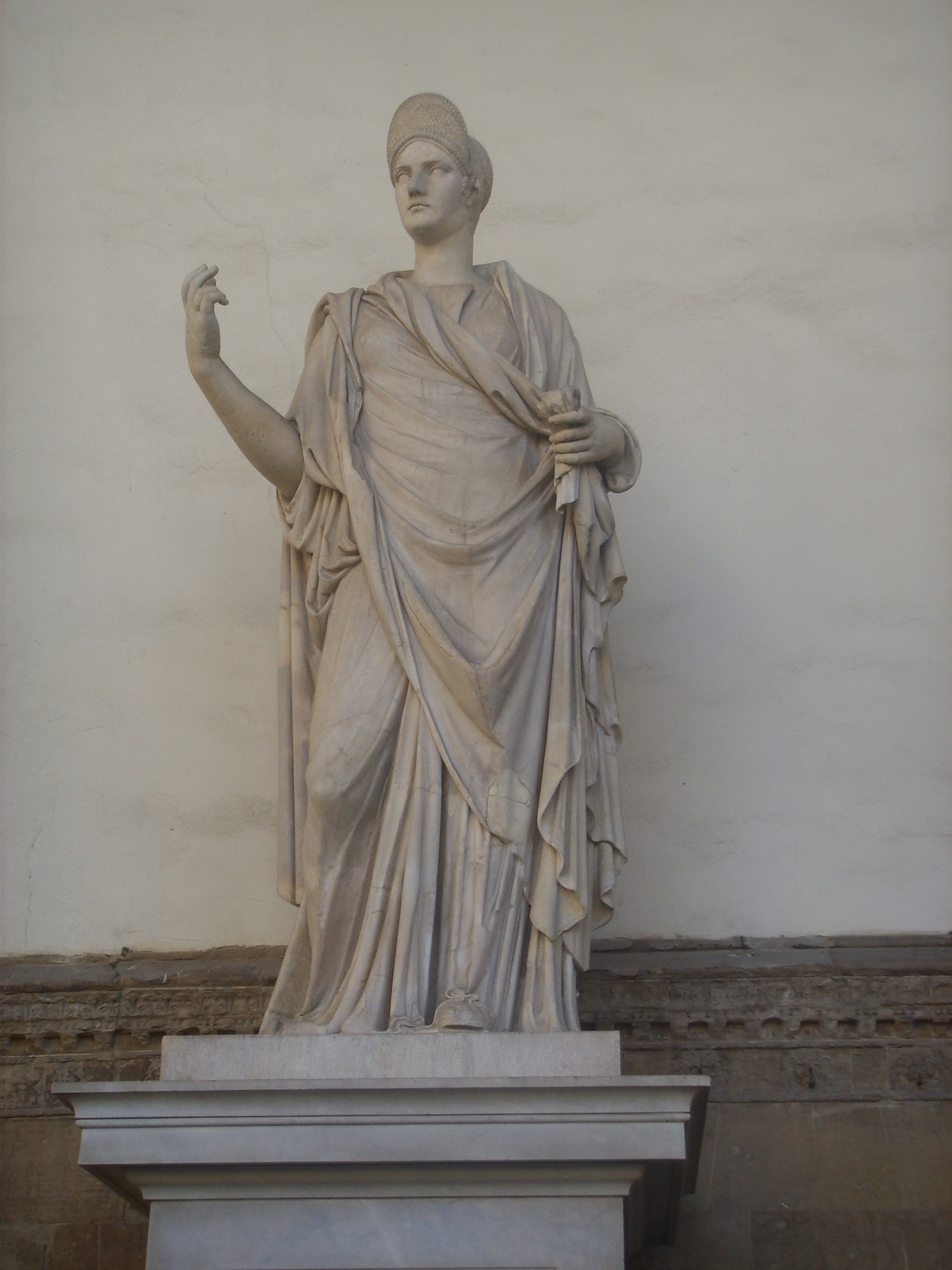
Одна з античних скульптур
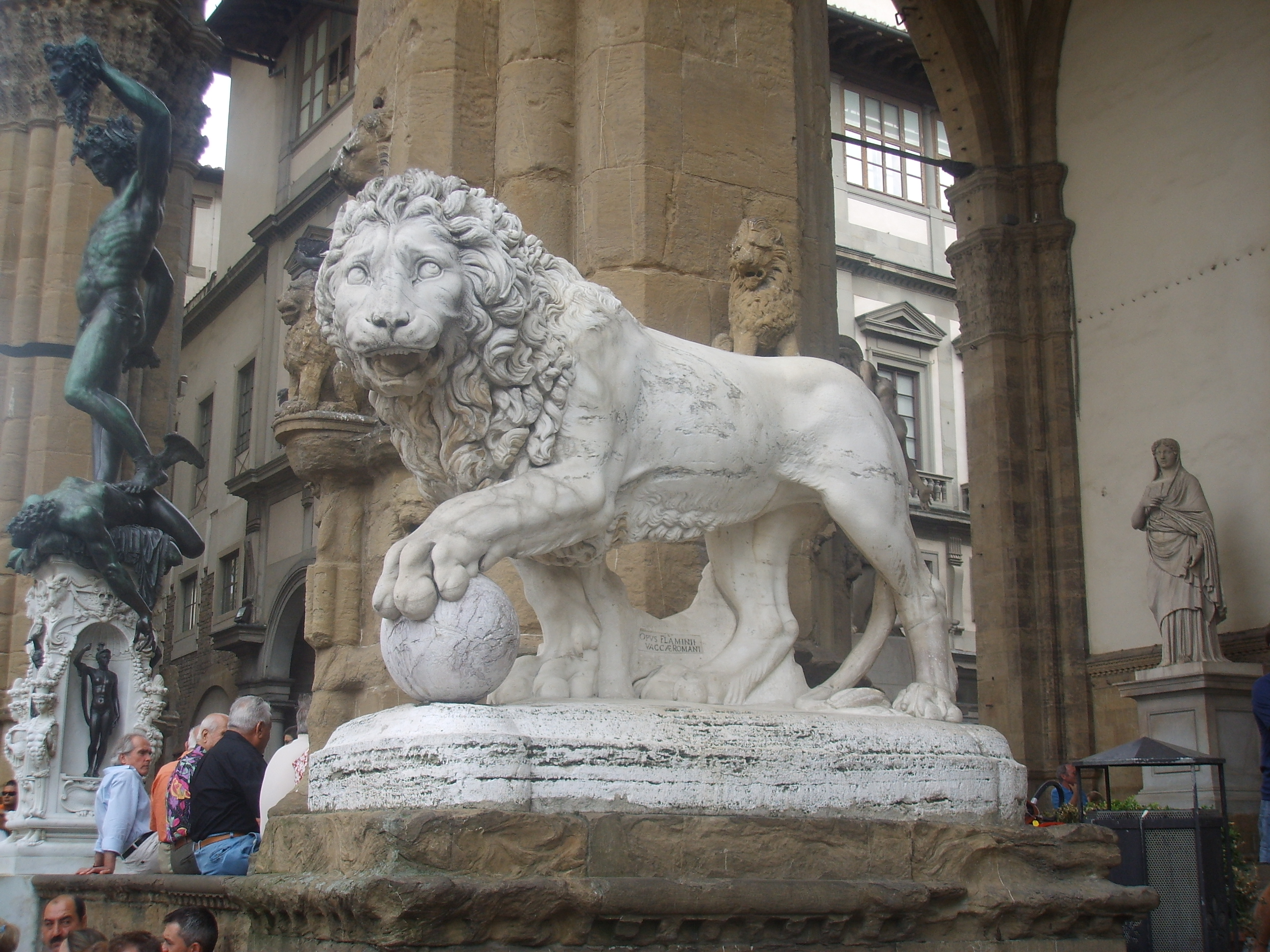
Лев біля сходів
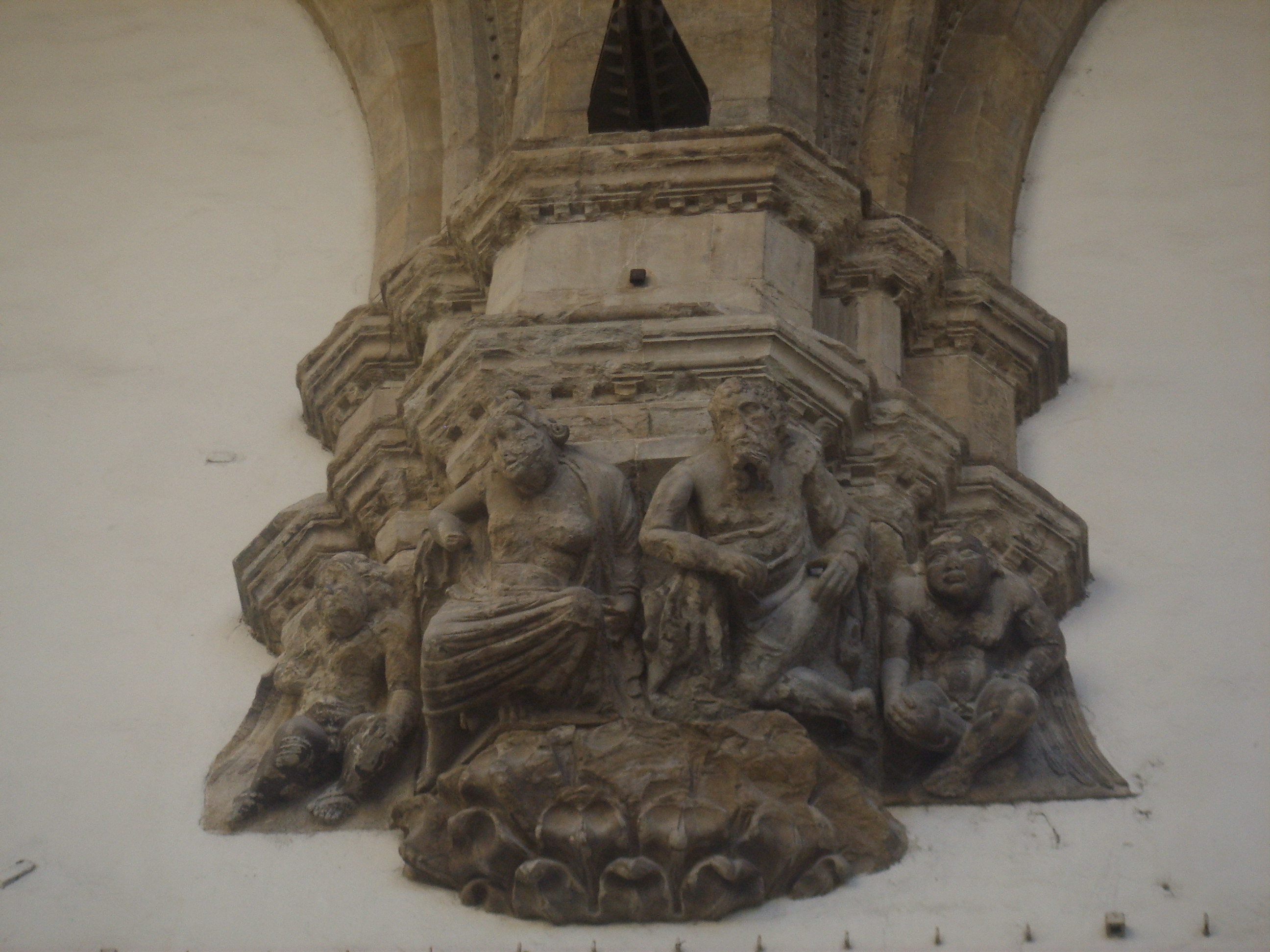
П'ята арки
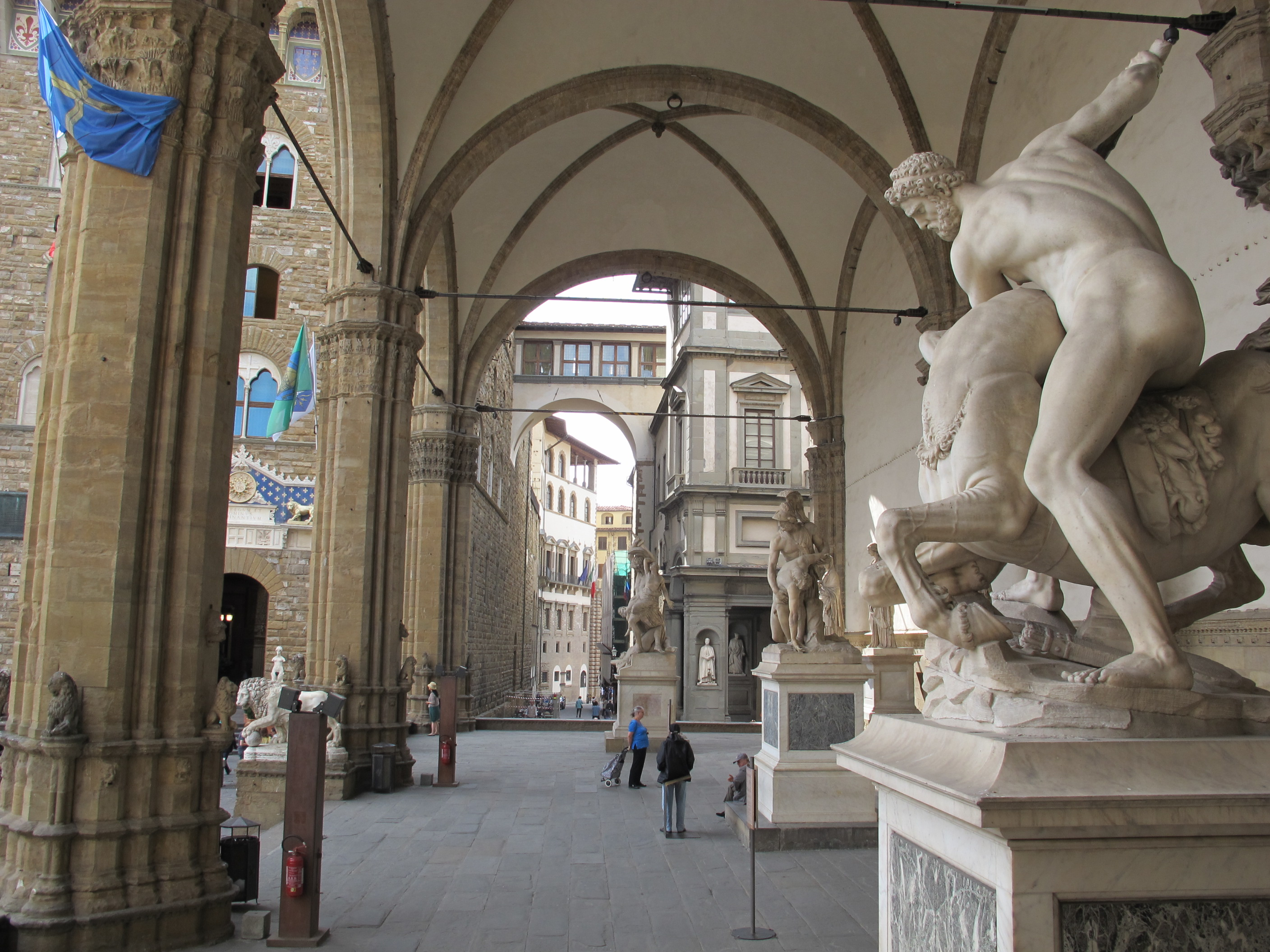
Скульптури в лоджії
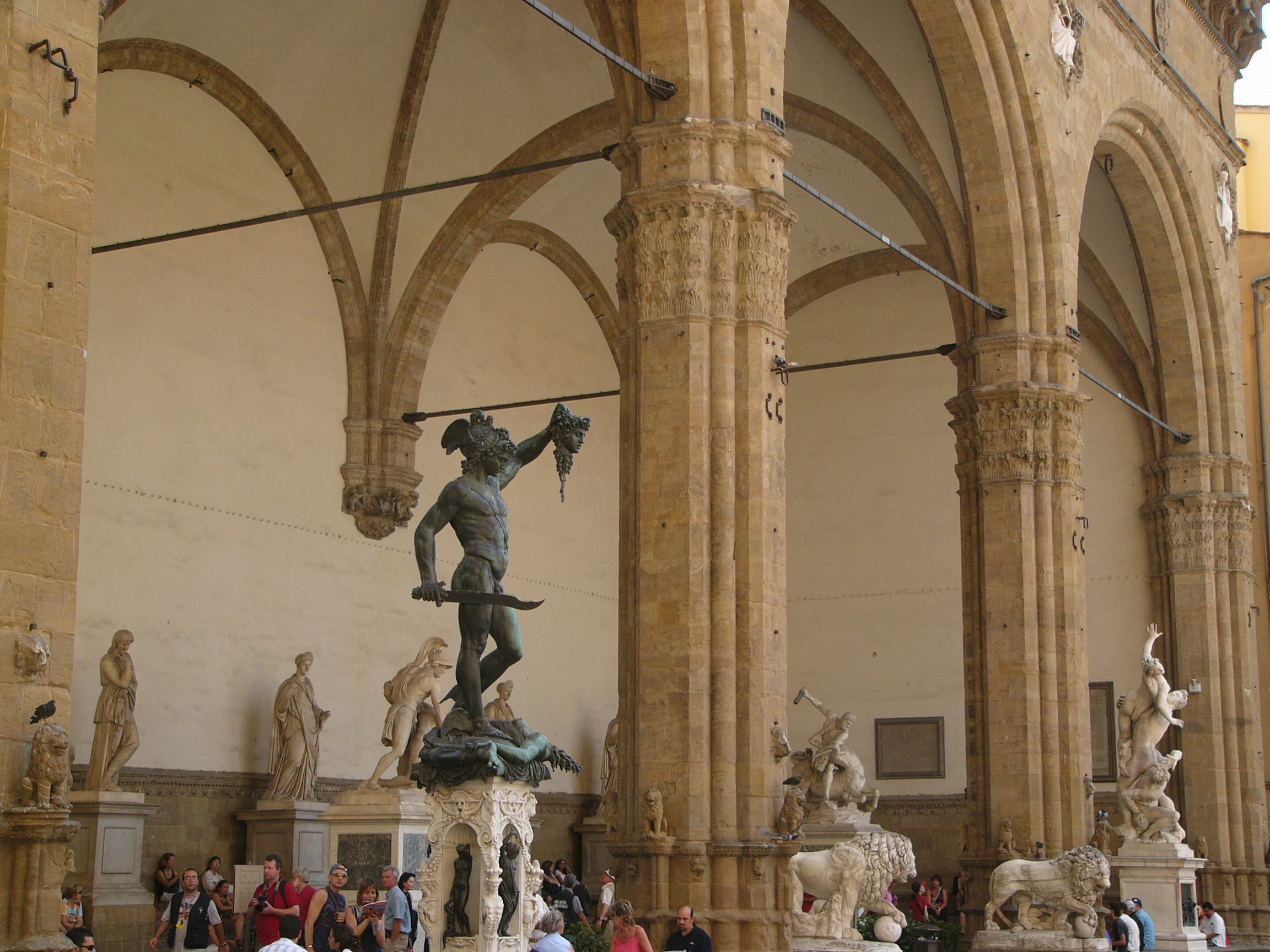
Вид на лоджію